# Joseph Szabo (peintre)
 (juin 2016).
Dans le nom hongrois Szabó József, le nom de famille précède le prénom, mais cet article utilise l’ordre habituel en français József Szabó, où le prénom précède le nom.
Pour les articles homonymes, voir Szabo et Joseph Szabo.
Joseph Szabó, né à Nyúl (près de Győr) en Hongrie) le 11 mai 1925 et mort à Alès le 5 novembre 2010, est un peintre et sculpteur d'origine hongroise, immigré en France en 1956.
Il étudie les Beaux Arts à Budapest de 1947 à 1953. Ses maîtres étaient István Szőnyi, László Bencze (hu), Gyula Pap, Jenő Barcsay. Après ses études, il obtient un contrat de l'État. En 1956 il s'établit en France et étudie les Beaux Arts pendant deux ans à Paris et un an à Nice. Ses œuvres fantastiques, oniriques, les plus originales, font allusion aux tableaux de Grünewald ou Bosch ; puis à la fin des années 1980, il arrive aux limites de l’abstraction : son art devient beaucoup plus libre, coloré et non-figuratif. Plus tard il peint des tableaux assez expressifs, avec une technique de peinture imitant la mosaïque. Il réalise des statues, une de ces œuvres se trouve devant la médiathèque François-Mitterrand à Sète. Ses tableaux ont été exposés à Zurich, Chicago, New York, Los Angeles, Montréal, Paris, Lyon, Nîmes, Madrid, Milan et Genève.

## Biographie
Joseph Szabo est né en 1925 à Nyúl, dans un petit village près de Győr, dans une pauvre famille paysanne de huit enfants. Il a connu une enfance difficile. Très jeune, à neuf ans il étonne son maître d’école en lui présentant un dessin bien exécuté. À cause de la vie précaire de sa famille il ne peut aller qu'à 22 ans à Budapest pour commencer ses études à l'École supérieure des beaux arts. Il fréquente les milieux intellectuels et artistiques. Il découvre la musique, se passionne pour elle au point d'envisager une carrière musicale. Mais il fait son choix définitif: il abandonne l'étude de la musique pour concentrer tous ses efforts sur la peinture.
En 1953, à sa sortie des Beaux-Arts, les autorités lui attribuent une importante bourse qui le consacre artiste reconnu officiellement. Délivré de tout souci matériel, il dispose d'un atelier et de moyens financiers lui permettant de mener une existence enviable aux yeux de nombre de ses concitoyens. Des consignes données par un Pouvoir communiste sont difficiles à accepter, il se sent prisonnier, asservi. En 1956, les frontières s’ouvrent vers l’Occident, donc il peut suivre son rêve d'enfance et partir pour la France. Une bourse lui est attribuée et il est admis aux Beaux-Arts, à Paris. On lui attribue le 1er Prix à l'Exposition des peintres hongrois aux beaux-arts de Paris en 1958.
Il continue ses études à l’École supérieure des beaux-arts de Nice. Il effectue, pour survivre, de nombreux petits travaux entre autres à la télévision française où il rencontre sa future femme Janine Gautrot qu'il épousera à Dormelles en 1963. Il s'installe alors à Crosnes dans une petite maison, cesse de travailler et se consacre entièrement à la peinture.
« Durant ces études j'ai reçu une bourse et des repas gratuits à la cantine de l’École. Je serai toujours reconnaissant pour ce privilège reçu de la France » écrivait-il. Grâce à l'excellente réputation de l'artiste et en considération du Prix qui lui a été attribué, un important crédit lui est ouvert sous forme d'un prêt sans intérêt par le Ministère des Affaires culturelles. Cette somme sera utilisée pour acheter, et restaurer une ruine et en faire une belle demeure uniquement par son propre travail manuel. Puis il est parti vers le midi, achète et restaure une ruine à Lussan. Mais l'isolement n'est pas encore assez grand à son gré : à Fons-sur-Lussan, cette fois-ci, c'est une ruine totalement isolée, abandonnée depuis plus d'un siècle.
En 1967, il est invité aux États-Unis, il s’y rend, et il y voit ses toiles figurer dans une importante galerie de Chicago puis dans des plusieurs galeries. Là encore, il a l'occasion de vendre, dans d'excellentes conditions. Puis à nouveau, des déceptions ; et connaissance avec les milieux mercantiles et sans scrupules du marché des œuvres d'art. Après trois mois de séjour il regagne le France. En 1978 à Madrid, il expose ses toiles dans de meilleures conditions. Les médias (la presse, radio, télévision) présentent cet événement.
En 1968, ils décident de s'installer dans le midi de la France, son épouse quitte son travail et ils partent à Lussan où ils achètent une vieille demeure en très mauvais état. Ils la restaurent avec leurs moyens (échanges de tableaux contre des matériaux ou des services ou de la nourriture) et de dons.
Mais l'isolement n'étant pas suffisant à son gout, ils vendent leur maison et achètent une ruine à Fons-sur-Lussan. Avec son épouse, ils reconstruisent la bâtisse et ils créent un atelier de peinture puis plus tard un atelier dédié à la sculpture. Pendant ce temps, il expose en Europe, Paris, Alès, Évreux, Bourges, Sète, Montpellier, Zurich et Genève (Suisse), Milan (Italie). Le conservateur du musée Beaubourg le contacte pour une exposition qui malheureusement ne se fera pas. Il retournera aux États-Unis vers 1985 avec quelques tableaux.
Il est choisi par la ville de Sète pour créer une statue qui se situe sur la place devant la bibliothèque municipale.
En septembre 2006, son épouse décède à Alès.

## Œuvre
- Si vous ne connaissez pas le sujet, laissez ce bandeau (vous pouvez alors contacter les auteurs).
- Si vous supprimez le contenu mis en cause (vous pouvez préalablement contacter les auteurs),

argumentez précisément cette suppression dans la page de discussion
(un manque de référence n'est pas un argument ; une recherche réelle de référence doit avoir été effectuée, être formellement documentée).

### Tableaux
Dans son œuvre on peut distinguer deux périodes et deux styles très différents, ce sont des périodes très productives. Dans sa jeunesse il exécute des peintures surréalistes avec les couleurs de basse fréquence où dominent des verts, des marrons, où éclatent souvent très fort des rouges. Au bout d’une période de recherche des différentes techniques et façons d’expression vers les années 1980 il arrive par l’abstraction à l’art non-figuratif. Puis pendant la dernière période de son œuvre, il peint des tableaux expressifs, ce sont les images figuratives et non-figuratives.
Il a connu ses succès pendant cette période de création excessivement prolifique. À cette époque l’amour pour le figuratif et la confiance totale dans une iconographie concrète, même dans les spéculations les plus osées de l’esprit tiennent Szabo éloigné de l’abstrait comme d’un raccourci déloyal. Modernité des moyens qui signèrent la poursuite de l’œuvre hors du champ défini par le cadre, ampleur baroque, à la Rubens des corps et des formes, précisions gothique des contours. Sa peinture, fruit de longs efforts, d’un métier qui fait penser aux plus grands, est un message douloureux. Un message issu d'un monde inconnu.
Ces qualités, il faut remonter loin dans l’histoire des ateliers pour en trouver de comparables chez les maîtres flamands de l’huile. Ses compositions sont imprégnées de mouvements, certes, mais si les gestes sont puissants ils sont plus fermes que violents, plus musculeux que nerveux. Et surtout toujours humains. C’est en cela que cette œuvre se distingue totalement de réminiscences fantastiques qu’un œil trop rapide peut susciter, celles de Jerôme Bosch ou celle de Dali.
« Tant que les êtres humains existent, les créations devraient être inspirées par êtres humains et par tous leurs rêves fantastiques ; infinis ; inépuisables ; même si ça touche, dans ce domaine, une sorte de délire. Notre profonde réalité n’est-elle pas dans nos rêves chaque jour renouvelée ? Qui nous libèrent, nous aident à vivre dans une société dans laquelle nous nous sentons, la plupart du temps, prisonnier".
Chez Szabo, il existe aussi une préoccupation profonde des origines de l'homme. Dans sa peinture apparaissent des êtres fantastiques, souvent inquiétants et impressionnants. Manière de montrer la coexistence en nous de ces sentiments primitifs, enfouis, qui remontent jusqu'à la surface et qui envahissent la conscience. Les monstres d’égoïsme sont peints sous des dehors peu rassurants et bestiaux. Lorsque le monstre est figuré, il occupe souvent une partie centrale dans la peinture.Les êtres représentés semblent venir de l’au-delà et expriment ce à quoi chacun est confronté dans la vie; peines ou joies, mais surtout,interrogation face aux grandes questions.
Les choses sont particulièrement éliminées tout comme les paysages, les horizons et ce qu'on appelle « nature ». Le peintre va au-delà de l'apparence figurée des masques ; qui se délites ou tombent, tout comme la fragile armure du drap et du costume. Sous ces carapaces illusoires sous ces haillons en lambeaux apparaît enfin l'homme lui-même. Ces regards qui vont de la tristesse de la fatigue, à la joie pure à la sérénité accompagnent et enveloppent chaque scène et pour mieux nous fixer sur eux, Szabo n'hésite pas à situer hors du cadre l'objet de ces manifestations intimes.
L’instant éclaté et riche d’événements ne tombe jamais dans hallucination ou dans le cauchemar et ne touche jamais au diabolique, mais se raconte lui–même dans une histoire riche de détails ironiques, pathétiques, grotesques, énigmatiques, obsédants, libérateurs, baignant toujours dans les couleurs qui par elles–mêmes dispensent déjà de toute réflexion. Il réveille en nous les résonances profondes, qui sont traduits là, dans une technique et des couleurs qui refusent, elles aussi la facilité, mais au contraire, glorifient la beauté.
Après plusieurs années de recherches basées sur le rythme et l'harmonie des couleurs, après avoir brûlé dans la liberté d'expression comme le désir de toute forme de création, Joseph Szabo a ressenti le besoin de se tourner vers une nouvelle figuration très contemporaine. Il atteint ainsi une dimension nouvelle.
À partir de la fin des années de 1970 ses peintures représentent des éléments et des formes géométriques qui composent l'ensemble des têtes et des figures humaines. Les contours sont clairs, vifs, la composition bien étoffée.
Ainsi Joseph Szabo arrive à une nouvelle dimension : sortant du monde étrange, bizarre des songes fantastiques il entre réellement dans un monde éclatant, coloré et en même temps c'est un monde savant et simplifié.
Sa nouvelle technique est l’aérographe. Les peintures, les tableaux exécutés pendant les deux dernières décennies de sa vie sont expressifs, de style des mosaïques. Ces œuvres ne quittent plus la maison du peintre. Incontestablement elles portent les marques des mains de Szabo, mais la plupart d’entre elles ne sont même pas signées. En 2010, L'année de sa mort il a expliqué : « ...pratiquement ces tableaux sont prêts: il leur manque encore deux ou trois mises au point, et le vernis: Après cela ils seraient plus beaux ».

### Statues
Dans ses dernières années, Szabo a fait beaucoup de statues. Elles représentent des corps humains costaux, machinaux, statiques : comme les robots. Ses peintures, ainsi que ses statues reflètent ces angoisses comme la statue monumentale de la ville de Sète, comme un Golem avec sa hauteur de sept mètres].

## Expositions personnelles
- 1967 : Chicago, Los Angeles, Montréal
- 1973 : Manzini Galérie d’Arte - Milan
- 1976 : Galerie Bernard Letu - Genève
- 1976 : Galerie Plexus - Chexbres
- 1977 : Galerie Chiron - Paris
- 1978 : Musée Fabre - Montpellier
- 1978 : Madrid
- 1980 : Musée Paul-Valéry - Sète
- 1981 : Musée Colombier - Alès
- 1981 : Galerie Malaval - Lyon
- 1982 : Musée d’Évreux Ancien Évêché - Évreux
- 1982 : Musée du Berry – Bourges
- 1987 : Galerie l'Arche - Alès
- 1990 : Galerie d'art contemporain - Vichy
- 1991 : Espace Gard - Nîmes
- 2012 : Bakonyi Ház - Sopron
- 2014 : Makláry Fine Arts - Budapest
- 2016 : Hal Köz Galéria - Debrecen

## Distinctions
- 1er Prix à l'Exposition des peintres hongrois aux beaux-Arts de Paris (1958)
- 1er Prix international de peinture au Festival d'art graphico-plastique de Saint-Germain-Des-Près (1975)
- Grand Prix humanitaire de France (avec Médaille Vermeil)
- Lauréat du Mérite belgo-hispanique - Promotion Reine Fabiola (avec Palmes d'Or) (1975)
- Lauréat de Paris-Critique à l'Ordre d'Officier (avec Palme d'Or)[17]